# Міхеєв Борис Володимирович
Борис Володимирович Міхеєв (рос. Борис Владимирович Михеев; 26 грудня 1985, Омськ, РРФСР — 4 серпня 2022, Україна) — російський офіцер, підполковник ЗС РФ. Герой Російської Федерації.

## Біографія
В 2000/03 роках навчався в Омському кадетському корпусі, в 2003/08 роках — в Новосибірському вищому військовому командному училищі, після чого служив у центрі спеціального призначення «Сенеж» в Солнечногорську. Пройшов шлях до командира групи спеціального призначення свого Центру. Учасник бойових завдань в різних регіонах Росії, а також інтервенції в Сирію. З 24 лютого 2022 року брав участь у вторгненні в Україну. 4 серпня 2022 року був важко поранений в бою і того ж дня помер у шпиталі.

## Нагороди
- 2 ордени Мужності
- Медаль «За відвагу»
- Медаль Суворова
- Медаль Жукова
- Медаль «Учаснику військової операції в Сирії»
- Медаль «За відзнаку у військовій службі» 3-го і 2-го ступеня (15 років)
- Медаль «За зміцнення бойової співдружності»
- Звання «Герой Російської Федерації» (9 листопада 2022, посмертно) — «за мужність і героїзм, проявлені під час виконання військового обов'язку.»